# Batman: Assault on Arkham
Batman: Assault on Arkham (no Brasil: Batman: Ataque ao Arkham ou Batman: Assalto ao Arkham) é um filme animado americano de 2014 lançado diretamente em vídeo e que faz parte dos filmes originais da DC Universe Animated. A história é baseada no universo do videogame Batman: Arkham, e é uma sequência direta de Batman: Arkham Origins Blackgate. Dirigido por Jay Oliva e Ethan Spaulding, com roteiro de Heath Corson e produzido por James Tucker. O filme foi lançado em 12 de agosto de 2014. A música foi composta por Robert J. Kral

## Sinopse
Na cidade de Gotham, o  Charada conseguiu informações secretas de uma força tarefa e ameça torná-las públicas. Antes de Amanda Waller conseguir capturá-lo, o vilão é preso pelo Batman e aprisionado no Asilo Arkham. Enquanto Waller agrupa o Esquadrão Suicida, formado por super-vilões, para invadir o local e pegar as informações do Charada, Batman precisa encontrar uma bomba que foi implantada pelo Coringa

## Dublagem
- Estúdio : Cinevideo
- Mídia: DVD/Blu-Ray
- Direção: Miriam Ficher

| Personagem                              | Dublador            | Dublador            |
| --------------------------------------- | ------------------- | ------------------- |
| Bruce Wayne / Batman                    | Kevin Conroy        | Márcio Seixas       |
| Coringa                                 | Troy Baker          | Márcio Simões       |
| Harleen Quinzel / Arlequina             | Hynden Walch        | Christiane Monteiro |
| Floyd Lawton / Pistoleiro               | Neal McDonough      | Rodrigo Oliveira    |
| Louise Lincoln / Nevasca                | Jennifer Hale       | Gabriella Bicalho   |
| Nanaue / Tubarão-Rei                    | John DiMaggio       | Malta Júnior        |
| Eric Needham/ Aranha Negra              | Giancarlo Esposito  | Jorge Lucas         |
| George Harkness / Capitão Bumerangue    | Greg Ellis          | Alfredo Martins     |
| Anatoli Knyazev / KGBesta               | Nolan North         | Jorge Vasconcellos  |
| Amanda Waller                           | CCH Pounder         | Marize Motta        |
| Edward Nigma / Charada                  | Matthew Gray Gubler | Marco Ribeiro       |
| Oswald Chesterfield Cobblepot / Pinguim | Nolan North         | José Santa Cruz     |
| Alfred Pennyworth                       | Martin Jarvis       | Júlio Chaves        |
| Comissário James Gordon                 | Chris Cox           | Isaac Bardavid      |
| Jonathan Crane / Espantalho             | Christian Lanz      | Malta Júnior        |

Outros vilões aparecem na animação, sem diálogos: Duas-Caras, Bane e Hera Venenosa.